# Ridenke, Tetiiv
Ridenke (în ucraineană Ріденьке) este un sat în comuna Horoșkiv din raionul Tetiiv, regiunea Kiev, Ucraina.

## Demografie
Componența lingvistică a localității Ridenke
     Ucraineană (100%)
Conform recensământului din 2001, toată populația localității Ridenke era vorbitoare de ucraineană (100%).